# Dolicheremaeus fujikawae
Dolicheremaeus fujikawae är en kvalsterart som beskrevs av Sandór Mahunka 2000. Dolicheremaeus fujikawae ingår i släktet Dolicheremaeus och familjen Tetracondylidae. Inga underarter finns listade i Catalogue of Life.